# Riolas
Riolas é uma comuna francesa na região administrativa de Occitânia, no departamento de Alta Garona. Estende-se por uma área de 2,86 km². Em 2010 a comuna tinha 51 habitantes (densidade: 17,8 hab./km²).